# Georg von Békésy
Georg von Békésy (Békésy György) (n. 3 iunie 1899 - d. 13 iunie 1972) a fost biofizician maghiar, cunoscut pentru cercetările sale asupra cohleei, pentru care i s-a decernat Premiul Nobel pentru Medicină și Fiziologie.